# Liste de gares au Royaume-Uni

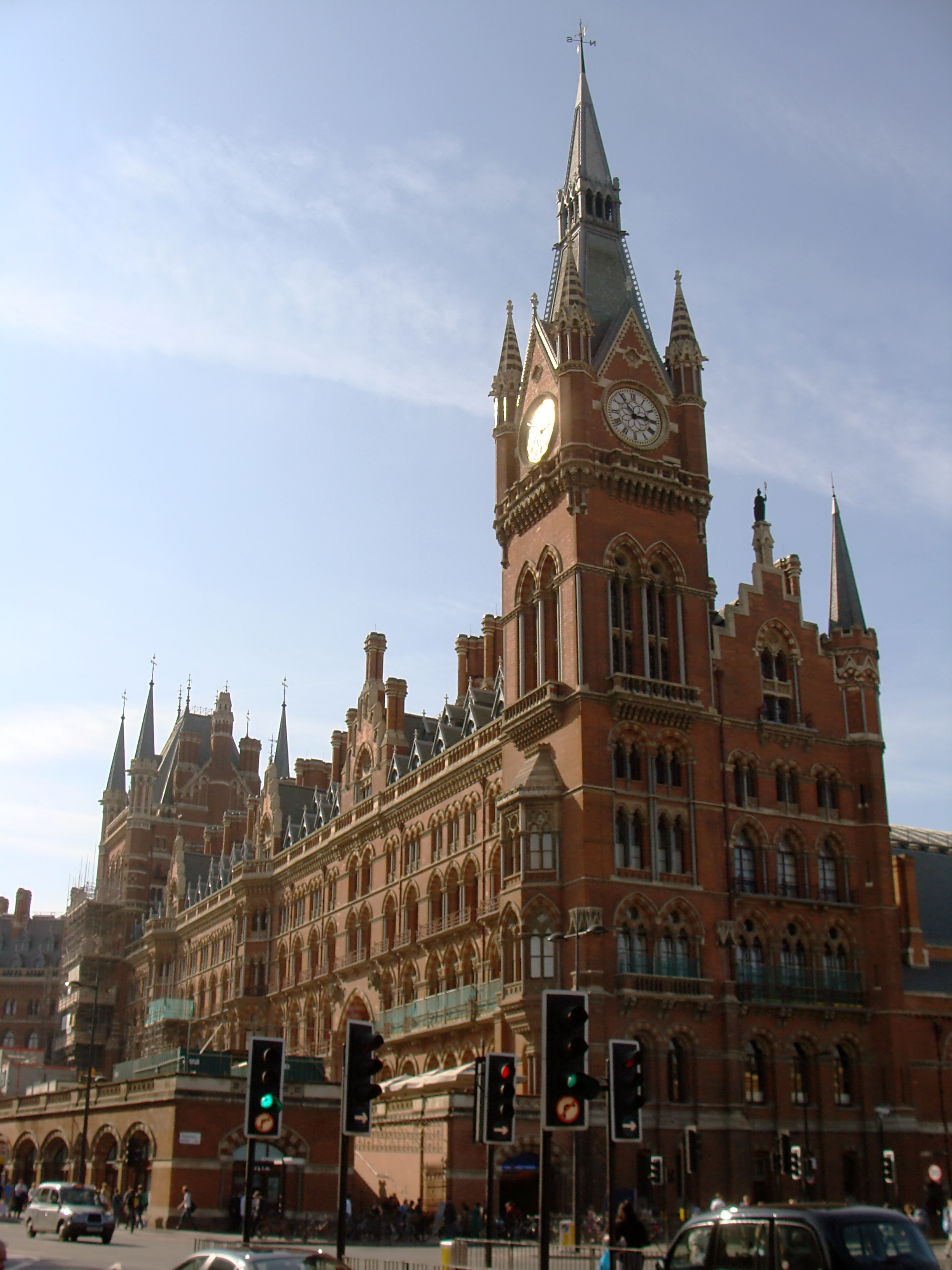
Gare de Saint Pancras à Londres.

La liste de gares au Royaume-Uni a pour objectif de rassembler l'ensemble des articles sur les gares ferroviaires, existantes ou ayant existé, situées sur le territoire du Royaume-Uni. C'est une liste alphabétique comprenant deux classements : gares en service et, en italique, gares fermées ou désaffectées. Les gares principales des grandes villes sont indiquées en gras.
Voir aussi la liste des gares britanniques accueillant plus d'un million de voyageurs par an.

## Angleterre

### Bedfordshire
Gares en service
- Gare d'Arlesey
- Gare de Biggleswade
- Gare de Leagrave
- Gare de Leighton Buzzard
- Gare de Luton
- Gare de Luton Airport Parkway
- Gare de Sandy

Gares fermées ou désaffectées
- Gare de Chiltern Green
- Gare de Luton Bute Street
- Gare de Luton Hoo

### Berkshire
Gares en service
- Gare d'Aldermaston
- Gare d'Ascot
- Gare de Bracknell
- Gare de Burnham
- Gare de Cookham
- Gare de Crowthorne
- Gare de Datchet
- Gare d'Earley
- Gare de Furze Platt
- Gare de Hungerford
- Gare de Kintbury
- Gare de Langley
- Gare de Maidenhead
- Gare de Martins Heron
- Gare de Midgham
- Gare de Mortimer
- Gare de Newbury
- Gare de Newbury Racecourse
- Gare de Pangbourne
- Gare de Reading
- Gare de Reading West
- Gare de Sandhurst
- Gare de Slough
- Gare de Sunningdale
- Gare de Sunnymeads
- Gare de Thatcham
- Gare de Theale
- Gare de Tilehurst
- Gare de Twyford
- Gare de Wargrave
- Gare de Windsor & Eton Central
- Gare de Windsor & Eton Riverside
- Gare de Winnersh
- Gare de Winnersh Triangle
- Gare de Wokingham
- Gare de Wraysbury

### Bristol
Gares en service
- Gare d'Avonmouth
- Gare de Bedminster
- Gare de Bristol Temple Meads
- Gare de Clifton Down
- Gare de Lawrence Hill
- Gare de Montpelier
- Gare de Parson Street
- Gare de Redland
- Gare de Sea Mills
- Gare de Shirehampton
- Gare de Stapleton Road
- Gare de St Andrew's Road

### Buckinghamshire
Gares en service
- Gare d'Amersham
- Gare d'Aylesbury
- Gare de Beaconsfield
- Gare de Bletchley
- Gare de Bourne End
- Gare de Chalfont & Latimer
- Gare de Cheddington
- Gare de Denham
- Gare de Denham Golf Club
- Gare de Gerrards Cross
- Gare de Great Missenden
- Gare de Haddenham & Thame Parkway
- Gare de High Wycombe
- Gare d'Iver
- Gare de Little Kimble
- Gare de Marlow
- Gare de Milton Keynes Central
- Gare de Monks Risborough
- Gare de Princes Risborough
- Gare de Seer Green & Jordans
- Gare de Stoke Mandeville
- Gare de Taplow
- Gare de Wendover
- Gare de Wolverton

Gares fermées ou désaffectées
- Gare de Wotton

### Cambridgeshire
Gares en service
- Gare d'Ashwell & Morden
- Gare de Cambridge
- Gare de Dullingham
- Gare d'Ely
- Gare de Foxton
- Gare de Huntingdon
- Gare de Kennett
- Gare de Manea
- Gare de March
- Gare de Meldreth
- Gare de Peterborough
- Gare de St Neots
- Gare de Shelford
- Gare de Shepreth
- Gare de Shippea Hill
- Gare de Soham
- Gare de Waterbeach
- Gare de Whittlesea
- Gare de Whittlesford Parkway

### Cheshire
Gares en service
- Gare de Chester

### Cumbria
Gares en service
- Gare de Carlisle

Gares fermées ou désaffectées
- Gare de Kirkby Stephen Est
- Gare de Ravenstonedale

### Derbyshire
Gares en service
- Gare de Derby (Royaume-Uni)
- Gare de Matlock

Gares fermées ou désaffectées
- Gare de Heeley

### Devon
Gares en service
- Gare d'Axminster
- Gare de Barnstaple
- Gare de Chapelton
- Gare de Copplestone
- Gare de Cranbrook
- Gare de Crediton
- Gare de Dawlish
- Gare de Dawlish Warren
- Gare de Devonport
- Gare de Digby and Sowton
- Gare de Dockyard
- Gare d'Eggesford
- Gare d'Exeter Central
- Gare d'Exeter St Davids
- Gare d'Exeter St Thomas
- Gare d'Exmouth
- Gare d'Exton
- Gare de Feniton
- Gare de Honiton
- Gare d'Ivybridge
- Gare de Keyham
- Gare de Kings Nympton
- Gare de Lapford
- Gare de Lympstone Commando
- Gare de Lympstone Town
- Gare de Morchard Road
- Gare de Newcourt
- Gare de Newton Abbot
- Gare de Newton St Cyres
- Gare de Paignton
- Gare de Pinhoe
- Gare de Plymouth
- Gare de Polsloe Bridge
- Gare de Portsmouth Arms
- Gare de St James Park
- Gare de Starcross
- Gare de Teignmouth
- Gare de Tiverton Parkway
- Gare de Topsham
- Gare de Torre
- Gare de Torquay
- Gare de Totnes
- Gare d'Umberleigh
- Gare de Whimple
- Gare d'Yeoford

### Dorset
Gares en service
- Gare de Bournemouth
- Gare de Branksome
- Gare de Chetnole
- Gare de Christchurch
- Gare de Dorchester South
- Gare de Dorchester West
- Gare de Gillingham (Dorset)
- Gare de Hamworthy
- Gare de Holton Heath
- Gare de Maiden Newton
- Gare de Moreton
- Gare de Parkstone
- Gare de Pokesdown
- Gare de Poole
- Gare de Sherborne
- Gare de Thornford
- Gare d'Upwey
- Gare de Wareham
- Gare de Weymouth
- Gare de Wool
- Gare d'Yetminster

Gares fermées ou désaffectées
- Gare de Bournemouth West

### Comté de Durham
Gares en service
- Gare de Darlington
- Gare de Durham

### Essex
Gares en service
- Gare d'Alresford (Essex)
- Gare d'Althorne
- Gare d'Audley End
- Gare de Basildon
- Gare de Battlesbridge
- Gare de Benfleet
- Gare de Billericay
- Gare de Braintree
- Gare de Braintree Freeport
- Gare de Brentwood
- Gare de Bures
- Gare de Burnham on Crouch
- Gare de Chalkwell
- Gare de Chappel & Wakes Colne
- Gare de Chelmsford
- Gare de Clacton-on-Sea
- Gare de Colchester
- Gare de Colchester Town
- Gare de Cressing
- Gare de Dovercourt
- Gare d'East Tilbury
- Gare d'Elsenham
- Gare de Fambridge
- Gare de Frinton-on-Sea
- Gare de Grays
- Gare de Great Bentley
- Gare de Great Chesterford
- Gare de Harlow Mill
- Gare de Harlow Town
- Gare de Harwich International
- Gare de Harwich Town
- Gare de Hatfield Peverel
- Gare de Hockley
- Gare de Hythe (Essex)
- Gare d'Ingatestone
- Gare de Kelvedon
- Gare de Kirby Cross
- Gare de Laindon
- Gare de Leigh-on-Sea
- Gare de Manningtree
- Gare de Marks Tey
- Gare de Mistley
- Gare de Newport (Essex)
- Gare d'Ockendon
- Gare de Pitsea
- Gare de Prittlewell
- Gare de Purfleet
- Gare de Rayleigh
- Gare de Rochford
- Gare de Shenfield
- Gare de Shoeburyness
- Gare de Stansted Airport
- Gare de Stansted Mountfitchet
- Gare de Southend Airport
- Gare de Southend East
- Gare de Southend Central
- Gare de Southend Victoria
- Gare de Southminster
- Gare de Stanford-le-Hope
- Gare de Thorpe Bay
- Gare de Thorpe-le-Soken
- Gare de Tilbury
- Gare de Walton-on-the-Naze
- Gare de Weeley
- Gare de Westcliff
- Gare de West Horndon
- Gare de White Notley
- Gare de Wickford
- Gare de Witham
- Gare de Wivenhoe
- Gare de Woodham Ferrers
- Gare de Wrabness

### Gloucestershire
Gares en service
- Gare d'Ashchurch for Tewkesbury
- Gare de Bristol Parkway
- Gare de Cam and Dursley
- Gare de Cheltenham Spa
- Gare de Filton Abbey Wood
- Gare de Gloucester
- Gare de Kemble
- Gare de Lydney
- Gare de Moreton-in-Marsh
- Gare de Patchway
- Gare de Pilning
- Gare de Severn Beach
- Gare de Stonehouse
- Gare de Stroud
- Gare d'Yate

### Grand Londres
Gares en service
- Gare d'Abbey Wood
- Gare d'Acton Central
- Gare d'Acton Main Line
- Gare d'Albany Park
- Gare d'Alexandra Palace
- Gare d'Anerley
- Gare de Balham
- Gare de Barking
- Gare de Barnehurst
- Gare de Barnes
- Gare de Barnes Bridge
- Gare de Battersea Park
- Gare de Beckenham Hill
- Gare de Beckenham Junction
- Gare de Bellingham (Londres)
- Gare de Belmont
- Gare de Belvedere
- Gare de Berrylands
- Gare de Bethnal Green
- Gare de Bexley
- Gare de Bexleyheath
- Gare de Bickley
- Gare de Birkbeck
- Gare de Blackfriars
- Gare de Blackheath
- Gare de Blackhorse Road
- Gare de Bowes Park
- Gare de Brentford
- Gare de Brimsdown
- Gare de Brixton
- Gare de Brockley
- Gare de Bromley North
- Gare de Bromley South
- Gare de Brondesbury
- Gare de Brondesbury Park
- Gare de Bruce Grove
- Gare de Bush Hill Park
- Gare de Caledonian Road & Barnsbury
- Gare de Cambridge Heath
- Gare de Camden Road
- Gare de Cannon Street
- Gare de Canonbury
- Gare de Carshalton
- Gare de Carshalton Beeches
- Gare de Castle Bar Park
- Gare de Catford
- Gare de Catford Bridge
- Gare de Chadwell Heath
- Gare de Charing Cross
- Gare de Charlton
- Gare de Cheam
- Gare de Chelsfield
- Gare de Chessington North
- Gare de Chessington South
- Gare de Chislehurst
- Gare de Chiswick
- Gare de City Thameslink
- Gare de Clapham Junction
- Gare de Clapton
- Gare de Clock House
- Gare de Coulsdon South
- Gare de Coulsdon Town
- Gare de Crayford
- Gare de Crews Hill
- Gare de Cricklewood
- Gare de Crofton Park
- Gare de Crouch Hill
- Gare de Crystal Palace
- Gare de Dagenham Dock
- Gare de Denmark Hill
- Gare de Deptford
- Gare de Dalston Junction
- Gare de Dalston Kingsland
- Gare de Drayton Green
- Gare de Drayton Park
- Gare de Earlsfield
- Gare d'Ealing Broadway
- Gare d'East Croydon
- Gare d'Eden Park
- Gare d'Edmonton Green
- Gare d'Elmers End
- Gare d'Elmstead Woods
- Gare d'Eltham
- Gare d'Enfield Chase
- Gare d'Enfield Lock
- Gare d'Enfield Town
- Gare d'Erith
- Gare d'Essex Road
- Gare d'Euston
- Gare de Falconwood
- Gare de Feltham
- Gare de Fenchurch Street
- Gare de Finchley Road & Frognal
- Gare de Finsbury Park
- Gare de Forest Gate
- Gare de Forest Hill
- Gare de Fulwell
- Gare de Gipsy Hill
- Gare de Goodmayes
- Gare de Gordon Hill
- Gare de Grange Park
- Gare de Greenford
- Gare de Greenwich
- Gare de Grove Park
- Gare de Gospel Oak
- Gare de Hackbridge
- Gare de Hackney Central
- Gare de Hackney Downs
- Gare de Hackney Wick
- Gare de Hadley Wood
- Gare de Hampstead Heath
- Gare de Hampton
- Gare de Hampton Wick
- Gare de Hanwell
- Gare de Harlesden
- Gare de Harringay
- Gare de Harringay Green Lanes
- Gare de Harrow-on-the-Hill
- Gare de Harrow & Wealdstone
- Gare de Hatch End
- Gare de Haydons Road
- Gare de Hayes
- Gare de Hayes & Harlington
- Gare de Haydons Road
- Gare de Headstone Lane
- Gare de Hendon
- Gare de Herne Hill
- Gare de Highbury & Islington
- Gare de Hither Green
- Gare de Homerton
- Gare de Honor Oak Park
- Gare de Hornsey
- Gare de Hounslow
- Gare de Ilford
- Gare de Isleworth
- Gare de Kenley
- Gare de Kensal Green
- Gare de Kensal Rise
- Gare de Kensington Olympia
- Gare de Kent House
- Gare de Kentish Town
- Gare de Kentish Town West
- Gare de Kenton
- Gare de Kew Bridge
- Gare de Kidbrooke
- Gare de King's Cross
- Gare de Kingston (Londres)
- Gare de Knockholt
- Gare de Ladywell
- Gare de Lee
- Gare de Lewisham
- Gare de Leyton Midland Road
- Gare de Leytonstone High Road
- Gare de Limehouse
- Gare de Liverpool Street
- Gare de London Bridge
- Gare de London Fields
- Gare de Londres-Victoria
- Gare de Londres-Waterloo
- Gare de Lower Sydenham
- Gare de Malden Manor
- Gare de Maryland
- Gare de Marylebone
- Gare de Manor Park
- Gare de Maze Hill
- Gare de Meridian Water
- Gare de Mill Hill Broadway
- Gare de Mitcham Eastfields
- Gare de Mitcham Junction
- Gare de Moorgate
- Gare de Morden South
- Gare de Mortlake
- Gare de Mottingham
- Gare de Motspur Park
- Gare de New Barnet
- Gare de New Beckenham
- Gare de New Cross
- Gare de New Cross Gate
- Gare de New Eltham
- Gare de New Malden
- Gare de New Southgate
- Gare de Norbiton
- Gare de Norbury
- Gare de North Sheen
- Gare de North Wembley
- Gare de Northolt Park
- Gare de Northumberland Park
- Gare de Norwood Junction
- Gare de Nunhead
- Gare d'Oakleigh Park
- Gare d'Orpington
- Gare de Paddington
- Gare de Palmers Green
- Gare de Peckham Rye
- Gare de Penge East
- Gare de Penge West
- Gare de Petts Wood
- Gare de Plumstead
- Gare de Ponders End
- Gare de Purley
- Gare de Purley Oaks
- Gare de Putney
- Gare de Queenstown Road
- Gare de Queen's Park
- Gare de Rectory Road
- Gare de Rainham (Londres)
- Gare de Ravensbourne
- Gare de Raynes Park
- Gare de Reedham
- Gare de Richmond (Londres)
- Gare de Riddlesdown
- Gare de Romford
- Gare de Rotherhithe
- Gare de Saint-Pancras
- Gare de Sanderstead
- Gare de Selhurst
- Gare de Seven Kings
- Gare de Seven Sisters
- Gare de Shadwell
- Gare de Shoreditch High Street
- Gare de Shortlands
- Gare de Sidcup
- Gare de Silver Street
- Gare de Slade Green
- Gare de South Acton
- Gare de South Croydon
- Gare de South Greenford
- Gare de South Kenton
- Gare de South Merton
- Gare de South Ruislip
- Gare de South Tottenham
- Gare de Southall
- Gare de Southbury
- Gare de St Helier
- Gare de St John's
- Gare de St Margarets (Londres)
- Gare de St Mary Cray
- Gare de Stamford Hill
- Gare de Stoke Newington
- Gare de Stonebridge Park
- Gare de Stratford (Londres)
- Gare de Stratford International
- Gare de Strawberry Hill
- Gare de Streatham
- Gare de Streatham Common
- Gare de Streatham Hill
- Gare de Sudbury & Harrow Road
- Gare de Sudbury Hill Harrow
- Gare de Surbiton
- Gare de Surrey Quays
- Gare de Sutton
- Gare de Sutton Common
- Gare de Sydenham
- Gare de Sydenham Hill
- Gare de Syon Lane
- Gare de Teddington
- Gare de Thornton Heath
- Gare de Tolworth
- Gare de Tooting
- Gare de Tottenham Hale
- Gare de Tulse Hill
- Gare de Turkey Street
- Gare de Twickenham
- Gare d'Upminster
- Gare d'Upper Holloway
- Gare de Vauxhall
- Gare de Waddon
- Gare de Wallington
- Gare de Walthamstow Central
- Gare de Walthamstow Queen's Road
- Gare de Wandsworth Common
- Gare de Wandsworth Town
- Gare de Wapping
- Gare de Waterloo-Est
- Gare de Welling
- Gare de Wembley Central
- Gare de Wembley Stadium
- Gare de West Croydon
- Gare de West Dulwich
- Gare de West Drayton
- Gare de West Ealing
- Gare de West Ham
- Gare de West Hampstead
- Gare de West Hampstead (Thameslink)
- Gare de West Norwood
- Gare de West Ruislip
- Gare de West Sutton
- Gare de West Wickham
- Gare de Westcombe Park
- Gare de White Hart Lane
- Gare de Whitton
- Gare de Willesden Junction
- Gare de Wimbledon
- Gare de Wimbledon Chase
- Gare de Winchmore Hill
- Gare de Woodmansterne
- Gare de Woolwich Arsenal
- Gare de Woolwich Dockyard
- Gare de Worcester Park

Gares fermées ou désaffectées
- Gare de Broad Street

### Grand Manchester
Gares en service
- Gare de Bolton
- Gare de Manchester Airport
- Gare de Manchester Oxford Road
- Gare de Manchester Piccadilly
- Gare de Manchester Victoria
- Gare de Wigan North Western
- Gare de Wigan Wallgate

Gares fermées ou désaffectées
- Gare de Manchester Central
- Gare de Manchester Liverpool Road

### Hampshire
Gares en service
- Gare d'Aldershot (Royaume-Uni)
- Gare d'Alton (Royaume-Uni)
- Gare d'Andover
- Gare d'Ashurst New Forest
- Gare de Basingstoke
- Gare de Beaulieu Road
- Gare de Bedhampton
- Gare de Bentley
- Gare de Bitterne
- Gare de Blackwater
- Gare de Botley
- Gare de Bramley
- Gare de Brockenhurst
- Gare de Bursledon
- Gare de Cosham
- Gare de Dean
- Gare de Dunbridge
- Gare d'Eastleigh
- Gare d'Emsworth
- Gare de Fareham
- Gare de Farnborough
- Gare de Farnborough North
- Gare de Fleet
- Gare de Fratton
- Gare de Grateley
- Gare de Hamble
- Gare de Havant
- Gare de Hedge End
- Gare de Hilsea
- Gare de Hinton Admiral
- Gare de Hook
- Gare de Liphook
- Gare de Liss
- Gare de Millbrook
- Gare de Micheldever
- Gare de New Milton
- Gare de Netley
- Gare d'Overton
- Gare de Petersfield
- Gare de Portchester
- Gare de Portsmouth & Southsea
- Gare de Portsmouth Harbour
- Gare de Redbridge
- Gare de Romsey
- Gare de Rowland's Castle
- Gare de St Denys
- Gare de Shawford
- Gare de Sholing
- Gare de Southampton
- Gare de Southampton Airport
- Gare de Swanwick
- Gare de Sway
- Gare de Swaythling
- Gare de Totton
- Gare de Warblington
- Gare de Whitchurch
- Gare de Winchester
- Gare de Winchfield
- Gare de Woolston

### Hertfordshire
Gares en service
- Gare d'Apsley
- Gare de Baldock
- Gare de Bayford
- Gare de Berkhamsted
- Gare de Bishops Stortford
- Gare de Brookmans Park
- Gare de Broxbourne
- Gare de Bushey
- Gare de Carpenders Park
- Gare de Cheshunt
- Gare de Cuffley
- Gare d'Elstree & Borehamwood
- Gare de Harpenden
- Gare de Hatfield
- Gare de Hemel Hempstead
- Gare de Hertford East
- Gare de Hertford Central
- Gare de Hitchin
- Gare de Kings Langley
- Gare de Knebworth
- Gare de Letchworth Garden City
- Gare de Potters Bar
- Gare de Radlett
- Gare de Roydon
- Gare de Royston
- Gare de Rye House
- Gare de Saint-Albans City
- Gare de St Margarets (Hertfordshire)
- Gare de Sawbridgeworth
- Gare de Stevenage
- Gare de Theobalds Grove
- Gare de Tring
- Gare de Waltham Cross
- Gare de Watford Junction
- Gare de Watton-at-Stone
- Gare de Ware
- Gare de Welwyn Garden City
- Gare de Welwyn North

### Kent
Gares en service
- Gare d'Adisham
- Gare d'Appledore
- Gare d'Ashford International
- Gare d'Ashurst
- Gare d'Aylesford
- Gare d'Aylesham
- Gare de Barming
- Gare de Bat & Ball
- Gare de Bearsted
- Gare de Bekesbourne
- Gare de Beltring
- Gare de Birchington-on-Sea
- Gare de Borough Green & Wrotham
- Gare de Broadstairs
- Gare de Canterbury East
- Gare de Canterbury West
- Gare de Charing
- Gare de Chartham
- Gare de Chatham
- Gare de Chestfield & Swalecliffe
- Gare de Chilham
- Gare de Cowden
- Gare de Cuxton
- Gare de Dartford
- Gare de Deal
- Gare de Dover Priory
- Gare de Dumpton Park
- Gare de Dunton Green
- Gare d'East Farleigh
- Gare d'East Malling
- Gare d'Ebbsfleet International
- Gare d'Edenbridge
- Gare d'Edenbridge Town
- Gare d'Eynsford
- Gare de Farningham Road
- Gare de Faversham
- Gare de Folkestone Central
- Gare de Folkestone West
- Terminal de Folkestone du tunnel sous la Manche
- Gare de Gillingham (Kent)
- Gare de Gravesend
- Gare de Greenhithe
- Gare de Halling
- Gare de Hamstreet
- Gare de Harrietsham
- Gare de Headcorn
- Gare de Herne Bay
- Gare de Hever (Kent)
- Gare de Higham
- Gare de High Brooms
- Gare de Hildenborough
- Gare de Hollingbourne
- Gare de Kearsney
- Gare de Kemsing
- Gare de Kemsley
- Gare de Leigh
- Gare de Lenham
- Gare de Longfield
- Gare de Maidstone Barracks
- Gare de Maidstone East
- Gare de Maidstone West
- Gare de Marden
- Gare de Margate
- Gare de Martin Mill
- Gare de Meopham
- Gare de Minster
- Gare de New Hythe
- Gare de Newington
- Gare de Northfleet
- Gare d'Otford
- Gare de Paddock Wood
- Gare de Penshurst
- Gare de Pluckley
- Gare de Queenborough
- Gare de Rainham (Kent)
- Gare de Ramsgate
- Gare de Rochester (Royaume-Uni)
- Gare de Sandling
- Gare de Sandwich
- Gare de Selling
- Gare de Sheerness
- Gare de Shepherd's Well
- Gare de Shoreham
- Gare de Sevenoaks
- Gare de Sittingbourne
- Gare de Snodland
- Gare de Snowdown
- Gare de Sole Street
- Gare de Staplehurst
- Gare de Stone Crossing
- Gare de Strood
- Gare de Sturry
- Gare de Swale
- Gare de Swanley
- Gare de Swanscombe
- Gare de Teynham
- Gare de Tonbridge
- Gare de Tunbridge Wells
- Gare de Walmer
- Gare de Wateringbury
- Gare de Westenhanger
- Gare de Westgate-on-Sea
- Gare de Whitstable
- Gare de Wye
- Gare de Yalding

Gares fermées ou désaffectées
- Gare de Shakespeare Cliff Halt

### Lancashire
Gares en service
- Gare de Blackburn
- Gare de Blackpool North
- Gare de Blackpool Pleasure Beach
- Gare de Blackpool South
- Gare de Preston

Gares fermées ou désaffectées
- Gare de Blackpool Central

### Leicestershire
Gares en service
- Gare de Leicester

### Lincolnshire
Gares en service
- Gare de Boston

### Merseyside
Gares en service
- Gare de Liverpool Lime Street

### Midlands de l'Ouest
Gares en service
- Gare de Birmingham International
- Gare de Birmingham New Street
- Gare de Coventry
- Gare de Coventry Arena
- Gare de Stourbridge Town
- Gare de Walsall
- Gare de Wolverhampton

### Norfolk
Gares en service
- Gare d'Acle
- Gare d'Attleborough
- Gare de Berney Arms
- Gare de Brandon (Angleterre)
- Gare de Brundall
- Gare de Brundall Gardens
- Gare de Buckenham
- Gare de Cantley
- Gare de Cromer
- Gare de Diss
- Gare de Downham Market
- Gare d'Eccles Road
- Gare de Great Yarmouth
- Gare de Gunton
- Gare de Haddiscoe
- Gare de Harling Road
- Gare de Hoveton & Wroxham
- Gare de King's Lynn
- Gare de Lingwood
- Gare de North Walsham
- Gare de Norwich
- Gare de Reedham (Norfolk)
- Gare de Roughton Road
- Gare de Salhouse
- Gare de Sheringham
- Gare de Spooner Row
- Gare de Thetford
- Gare de Watlington
- Gare de West Runton
- Gare de Worstead
- Gare de Wymondham

### Northamptonshire
Gares en service
- Gare de Northampton

### Nottinghamshire
Gares en service
- Gare de Nottingham

### Oxfordshire
Gares en service
- Gare d'Appleford
- Gare d'Ascott-under-Wychwood
- Gare de Banbury
- Gare de Bicester North
- Gare de Bicester Village
- Gare de Charlbury
- Gare de Cholsey
- Gare de Combe
- Gare de Culham
- Gare de Didcot Parkway
- Gare de Finstock
- Gare de Goring & Streatley
- Gare de Hanborough
- Gare de Henley-on-Thames
- Gare de Heyford
- Gare d'Islip
- Gare de Kingham
- Gare de Radley
- Gare d'Oxford
- Gare d'Oxford Parkway
- Gare de Shiplake
- Gare de Shipton
- Gare de Tackley

### Somerset
Gares en service
- Gare de Bath Spa
- Gare de Bridgwater
- Gare de Bruton
- Gare de Castle Cary
- Gare de Crewkerne
- Gare de Freshford
- Gare de Frome
- Gare de Highbridge and Burnham
- Gare de Keynsham
- Gare de Nailsea and Backwell
- Gare d'Oldfield Park
- Gare de Taunton
- Gare de Templecombe
- Gare de Weston-super-Mare
- Gare de Weston Milton
- Gare de Worle
- Gare d'Yatton
- Gare d'Yeovil Junction
- Gare d'Yeovil Pen Mill

### Staffordshire
Gares en service
- Gare de Stafford
- Gare de Stoke-on-Trent

### Suffolk
Gares en service
- Gare de Beccles
- Gare de Brampton (Angleterre)
- Gare de Bury St Edmunds
- Gare de Darsham
- Gare de Derby Road
- Gare d'Elmswell
- Gare de Felixstowe
- Gare de Halesworth
- Gare d'Ipswich
- Gare de Lakenheath
- Gare de Lowestoft
- Gare de Melton
- Gare de Needham Market
- Gare de Newmarket (Angleterre)
- Gare d'Oulton Broad North
- Gare d'Oulton Broad South
- Gare de Saxmundham
- Gare de Somerleyton
- Gare de Stowmarket
- Gare de Sudbury (Angleterre)
- Gare de Thurston
- Gare de Trimley
- Gare de Westerfield
- Gare de Wickham Market
- Gare de Woodbridge

### Surrey
Gares en service
- Gare d'Addlestone
- Gare d'Ash
- Gare d'Ash Vale
- Gare d'Ashford (Surrey)
- Gare d'Ashtead
- Gare de Bagshot
- Gare de Banstead
- Gare de Betchworth
- Gare de Bookham
- Gare de Boxhill & Westhumble
- Gare de Brookwood
- Gare de Byfleet & New Haw
- Gare de Camberley
- Gare de Caterham
- Gare de Chertsey
- Gare de Chilworth
- Gare de Chipstead
- Gare de Clandon
- Gare de Claygate
- Gare de Cobham & Stoke d'Abernon
- Gare de Dorking
- Gare de Dorking Deepdene
- Gare de Dorking West
- Gare de Dormans (Royaume-Uni)
- Gare de Guildford
- Gare d'Earlswood
- Gare d'Effingham Junction
- Gare d'Egham
- Gare d'Epsom
- Gare d'Epsom Downs
- Gare d'Esher (Royaume-Uni)
- Gare d'Ewell East
- Gare d'Ewell West
- Gare de Farncombe
- Gare de Farnham (Royaume-Uni)
- Gare de Frimley
- Gare de Godalming
- Gare de Godstone
- Gare de Gomshall
- Gare de Hampton Court
- Gare de Haslemere
- Gare de Hersham
- Gare de Hinchley Wood
- Gare de Holmwood
- Gare de Horley
- Gare de Horsley
- Gare de Hurst Green
- Gare de Kingswood
- Gare de Leatherhead
- Gare de Lingfield
- Gare de London Road Guildford
- Gare de Merstham
- Gare de Milford (Royaume-Uni)
- Gare de North Camp
- Gare de Nutfield
- Gare d'Ockley
- Gare d'Oxshott
- Gare d'Oxted
- Gare de Redhill
- Gare de Reigate
- Gare de Salfords
- Gare de Shalford
- Gare de Shepperton
- Gare de Staines
- Gare de Stoneleigh
- Gare de Sunbury
- Gare de Tadworth
- Gare de Tattenham Corner
- Gare de Thames Ditton
- Gare d'Upper Halliford
- Gare d'Upper Warlingham
- Gare de Virginia Water
- Gare de Walton-on-Thames
- Gare de Wanborough
- Gare de West Byfleet
- Gare de Weybridge
- Gare de Whyteleafe
- Gare de Whyteleafe South
- Gare de Witley
- Gare de Woking
- Gare de Woldingham
- Gare de Worplesdon

### Sussex de l'Est
Gares en service
- Gare d'Aldrington
- Gare de Battle
- Gare de Berwick
- Gare de Bexhill
- Gare de Brighton
- Gare de Buxted
- Gare de Cooden Beach
- Gare de Cooksbridge
- Gare de Collington
- Gare de Crowborough
- Gare de Crowhurst
- Gare de Doleham
- Gare d'Eastbourne
- Gare d'Eridge
- Gare d'Etchingham
- Gare de Falmer
- Gare de Frant
- Gare de Glynde
- Gare de Hampden Park
- Gare de Hastings
- Gare de Hove (Royaume-Uni)
- Gare de Lewes
- Gare de London Road Brighton
- Gare de Norman's Bay
- Gare d'Ore
- Gare de Pevensey & Westham
- Gare de Pevensey Bay
- Gare de Plumpton
- Gare de Polegate
- Gare de Portslade
- Gare de Preston Park
- Gare de Robertsbridge
- Gare de Rye
- Gare de St Leonards Warrior Square
- Gare de Stonegate
- Gare de Three Oaks
- Gare d'Uckfield
- Gare de Wadhurst
- Gare de West St Leonards
- Gare de Winchelsea

### Sussex de l'Ouest
Gares en service
- Gare d'Amberley
- Gare d'Angmering
- Gare d'Arundel
- Gare de Balcombe
- Gare de Barnham
- Gare de Billingshurst
- Gare de Bognor Regis
- Gare de Bosham
- Gare de Burgess Hill
- Gare de Chichester
- Gare de Christ's Hospital
- Gare de Crawley
- Gare de Durrington
- Gare d'East Grinstead
- Gare d'East Worthing
- Gare de Faygate
- Gare de Fishbourne
- Gare de Fishersgate
- Gare de Ford
- Gare de Gatwick Airport
- Gare de Goring by Sea
- Gare de Hassocks
- Gare de Haywards Heath
- Gare de Horsham
- Gare d'Ifield
- Gare de Lancing
- Gare de Littlehampton
- Gare de Nutbourne
- Gare de Pulborough
- Gare de Roffey
- Gare de Shoreham-by-Sea
- Gare de Southbourne
- Gare de Southwick
- Gare de Three Bridges
- Gare de Warnham
- Gare de West Worthing
- Gare de Wivelsfield
- Gare de Worthing

### Tyne et Wear
Gares en service
- Gare de Newcastle Central
- Gare de Sunderland

### Warwickshire
Gares en service
- Gare de Leamington Spa

### Wiltshire
Gares en service
- Gare d'Avoncliff
- Gare de Bedwyn
- Gare de Bradford on Avon
- Gare de Chippenham
- Gare de Dilton Marsh
- Gare de Melksham
- Gare de Pewsey
- Gare de Salisbury
- Gare de Swindon
- Gare de Tisbury
- Gare de Trowbridge
- Gare de Warminster
- Gare de Westbury

### Yorkshire de l'Est
Gares en service
- Gare de Beverley
- Hull Paragon Interchange

### Yorkshire de l'Ouest
Gares en service
- Gare de Burley Park
- Gare de Bradford Forster Square
- Gare de Castleford
- Gare de Dewsbury
- Gare d'East Garforth
- Gare de Garforth
- Gare de Glasshoughton
- Gare de Guiseley
- Gare de Halifax
- Gare de Huddersfield
- Gare d'Ilkley
- Gare de Keighley
- Gare de Kirkstall Forge
- Gare de Leeds
- Gare de Low Moor
- Gare de Micklefield
- Gare de Ravensthorpe
- Gare de Shipley
- Gare de Wakefield Kirkgate
- Gare de Wakefield Westgate
- Gare de Woodlesford

### Yorkshire du Nord
Gares en service
- Gare de Goathland
- Gare de Middlesbrough
- Gare d'York

### Yorkshire du Sud
Gares en service
- Gare de Dore
- Gare de Sheffield Midland

## Écosse
Gares en service
- Gare d'Aberdeen
- Gare d'Altnabreac
- Gare d'Ayr
- Gare de Dumfries
- Gare de Dundee
- Gare d'Édimbourg-Waverley
- Gare d'Elgin
- Gare centrale de Glasgow
- Gare de Glasgow Queen Street
- Gare d'Haymarket
- Gare d'Inverness
- Gare de Jordanhill
- Gare de Kilmarnock
- Gare de Kirkcaldy
- Gare de Motherwell
- Gare de Paisley Gilmour Street
- Gare de Perth
- Gare de Stirling
- Gare de Stranraer

## Pays de Galles
Gares en service
- Gare de Cardiff Central
- Gare de Cardiff Queen Street
- Gare de Fishguard
- Gare de Golf Halt
- Gare de Holyhead
- Gare de Milford Haven
- Gare de Neath
- Gare de Newport
- Gare de Swansea
- Gare de Tan-y-Bwlch

## Irlande du Nord
Gares en service
- Gare d'Antrim
- Gare de Ballymena
- Gare Botanic
- Gare de Belfast Central
- Gare de Belfast Great Victoria Street
- Gare de Carrickfergus
- Gare de Coleraine
- Gare d'Holywood
- Gare de Larne Harbour
- Gare de Lisburn
- Gare de Londonderry
- Gare de Newry
- Gare de Portadown
- Gare de Trew and Moy
- Gare de Whitehead